# Tivolipaviljongen

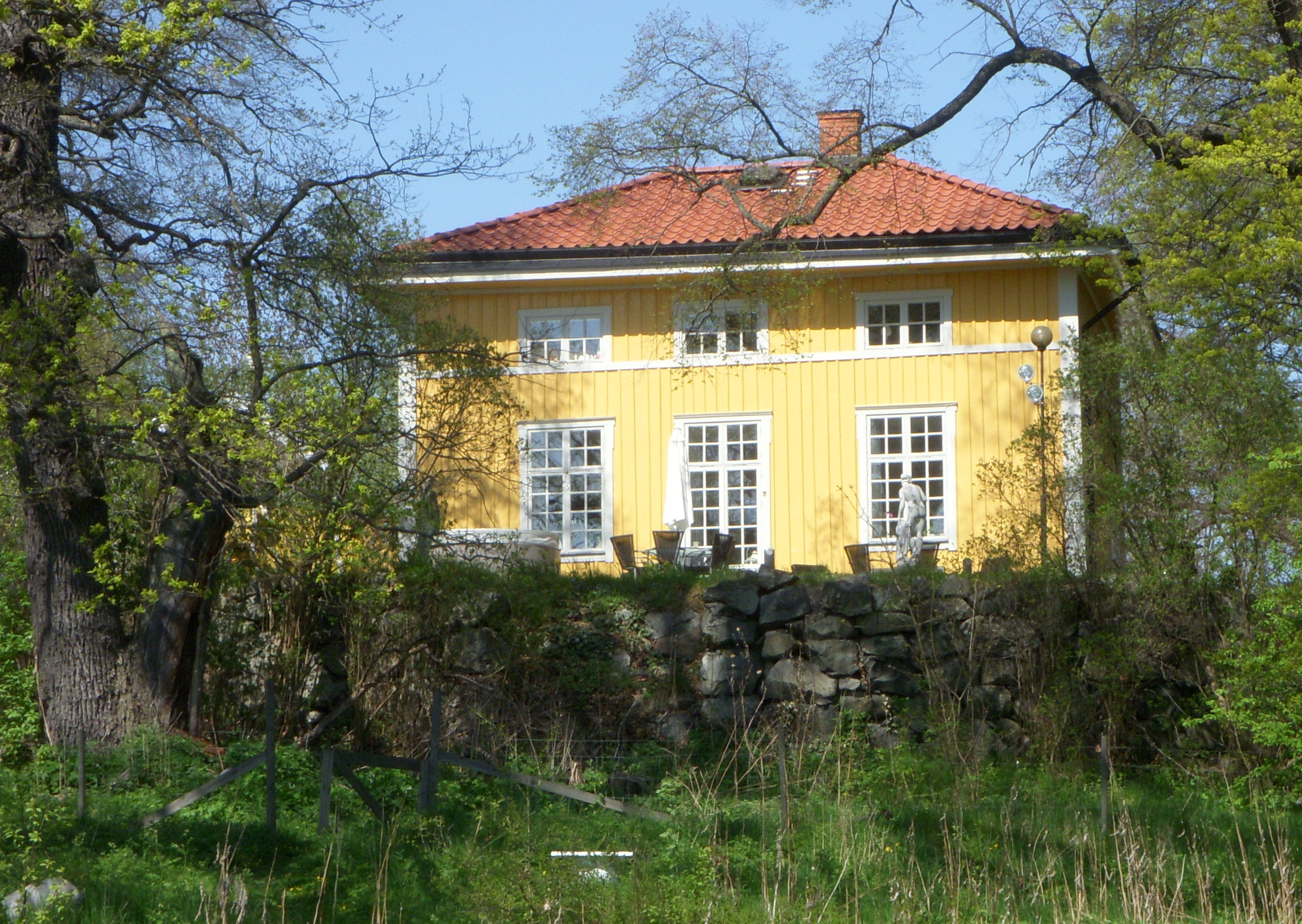
Paviljongens fasad mot Brunnsviken.

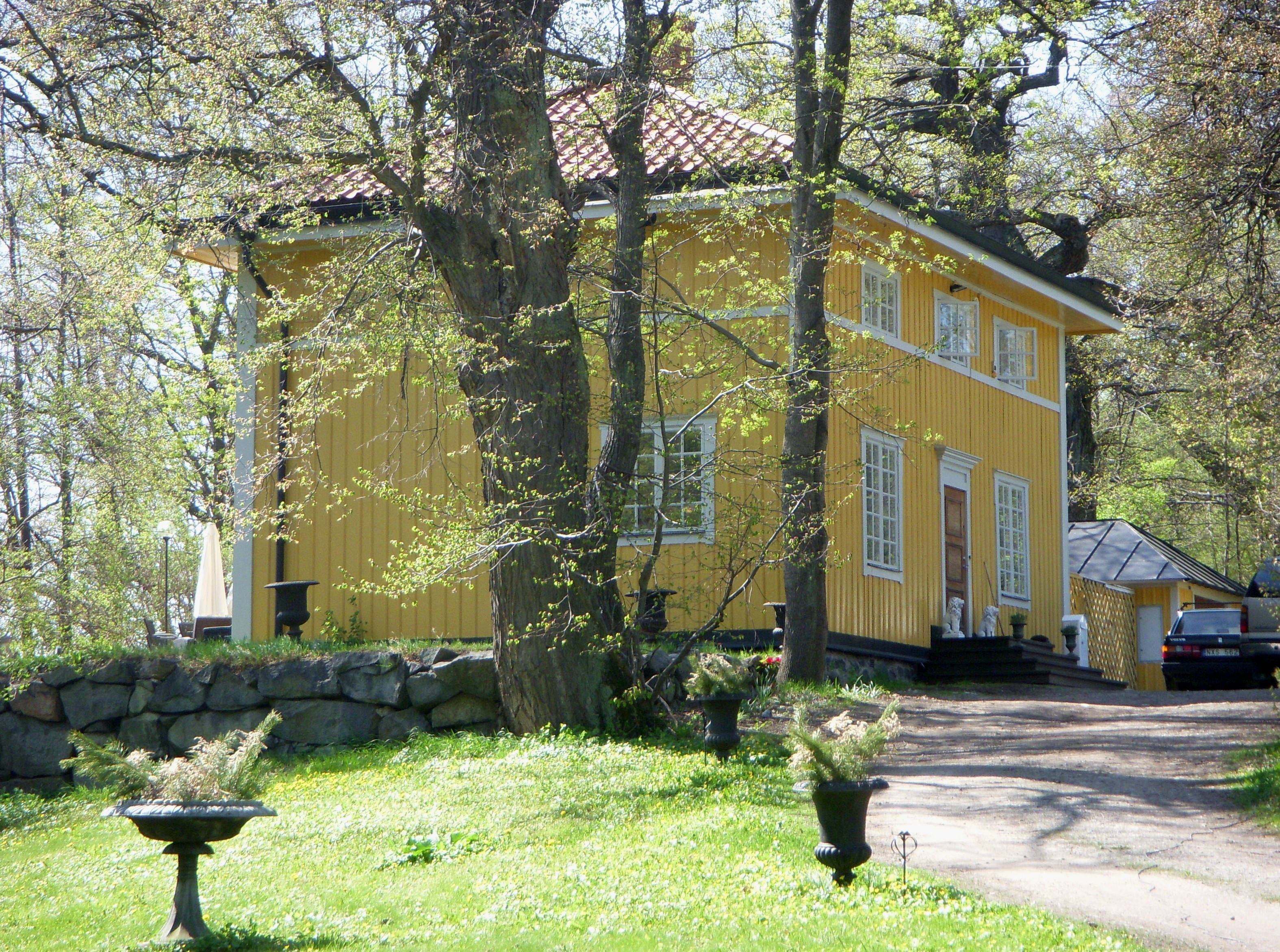
Musikpaviljongen i maj 2010.

Tivolipaviljongen (även Creutzka paviljongen, eller Musikpaviljongen) är en byggnad i Tivoliparken i Bergshamra, i Solna kommun.

## Historik
Huset ligger i sluttningen mot Brunnsviken av Nils Anton Augustin Barck, som ägde Bergshamra fideikommiss. Barck var byggherre för flera hus på Tivolihalvön, dock finns idag bara Musikpaviljongen kvar. 
Den uppfördes någon gång mellan 1780-1810, troligen omkring år 1800. I samband med Barcks systers bröllop i juni år 1800 och skulle fungera som byggnad för teater- och musikevenemang samt för fester och nöjen. I början innehöll byggnaden en enda stor sal med storlek 10x8 meter och en takhöjd på nära fem meter. Paviljongen användes antagligen bara under sommartid, eftersom en eldstad saknades.

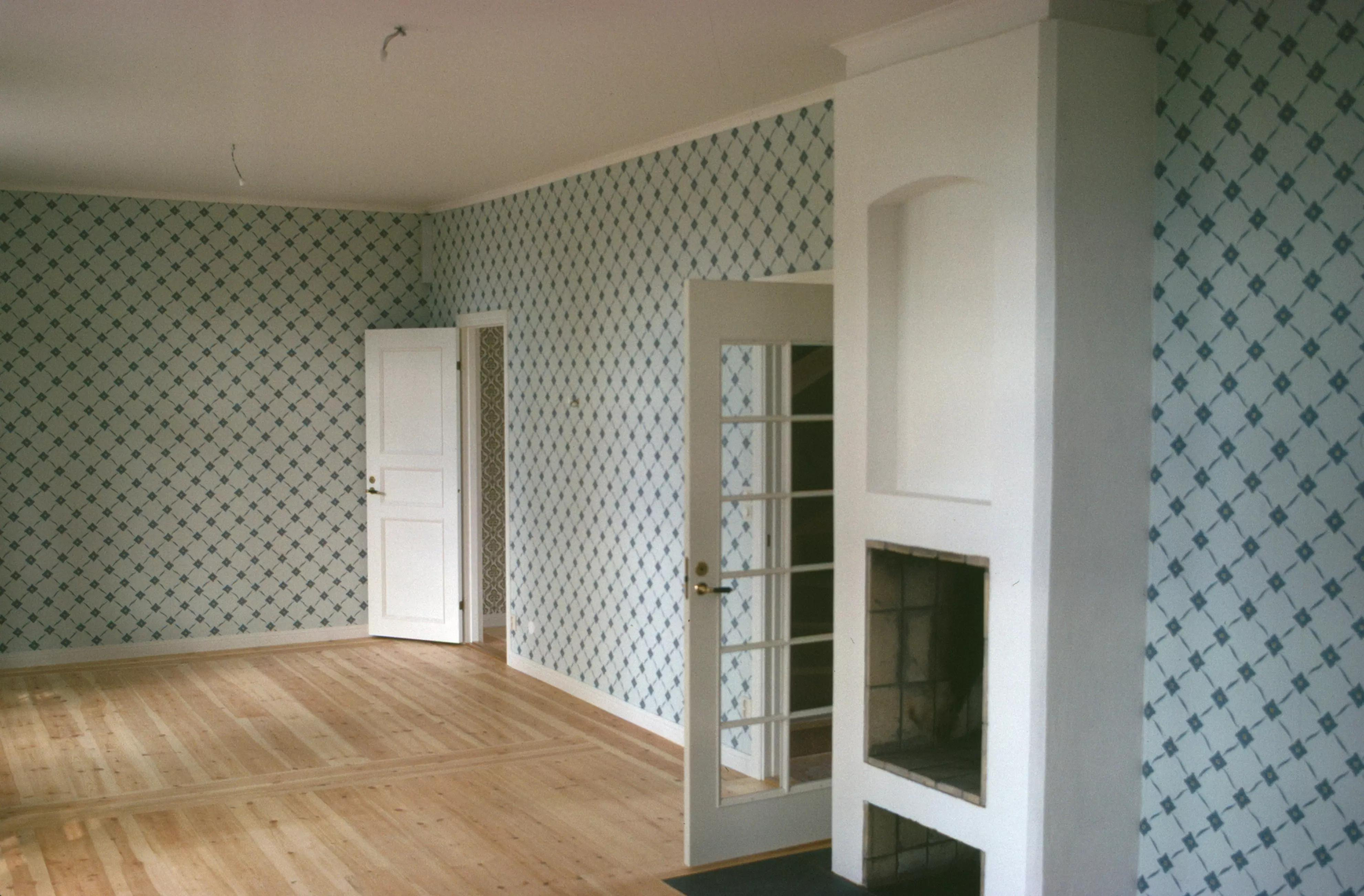
Paviljongens interiör, fotat 1979 i samband med renoveringen.

År 1903 blev Musikpaviljongen ombyggd till ett sommarnöje för uthyrning av Frans Cadier, son till dåvarande arrendatorn Jean-François Régis Cadier (grundade Grand Hôtel i Stockholm). Man lade in ett mellanbjälklag, den stora musiksalen försvann därmed och en uppvärmningsanordning byggdes in. Bara de höga fönstren påminner om den tidigare salen.
När Domänverket ämnade riva Musikpaviljongen blev opinionen mot rivning stor, och istället rustades huset 1979 till året-runt-bostad och såldes som privatbostad. Paviljongen, Tivoliparken och Kraus grav är det som idag återstår från den gustavianska epoken under 1700-talets sista årtionden.